# Nutmeg
Nutmeg är en svensk musikgrupp från Örnsköldsvik som bildades som en trio 1999 av Henrik Lundqvist sång, Martin Karlsson keyboard och Johan Andersson trummor. År 2006 anslöt Johan Bergqvist till bandet.
Bandet har turnerat Sverige runt genom åren och gjort hyllade spelningar på bland annat Emmabodafestivalen, Rookiefestivalen i Hultsfred och Trästocksfestivalen.
Deras debutalbum "The Trigger" släpptes 2009 genom indiebolaget Iconic Noise och fick betyget 5/5 i musiktidningen Groove. Den kom dessutom med på tidningens "Topp tio bästa album släppta 2009".
Den andra skivan släpps 2011.

## Diskografi

### Album
- 2009: The Trigger